# Karlszepter
Das Karlszepter (Pedicularis sceptrum-carolinum), auch Moorkönig oder König-Karls-Läusekraut genannt, gehört zur Gattung der Läusekräuter (Pedicularis).

## Beschreibung
Die mehrjährige krautige Pflanze erreicht Wuchshöhen zwischen 20 und 100 Zentimetern. Die Laubblätter sind fiederspaltig. Die rosettenständigen Grundblätter  erreichen Längen von 30 cm. Die Blüten stehen in einen dichten vielblütigen Traube. Die weißlich gelbe Krone wird bis 30 mm lang. Die Oberlippe ist ungespalten, die Unterlippe zeigt einen rötlichen Rand.
Blütezeit ist von Juni bis August.
Die Chromosomenzahl der Art ist 2n = 32.

## Vorkommen
Das Karlszepter kommt in Mittel- und Nordeuropa, in Russland, Kasachstan, Japan, Korea, in der Mongolei und in China vor.
Die Pflanzenart bevorzugt Nieder- und Zwischenmoore. In Deutschland ist die Pflanze fast ausschließlich im Alpenvorland anzutreffen und streng geschützt. In Österreich kommt die Pflanze nur noch im Edlacher Moor in der Nähe von Trieben vor. Der Botanische Garten München-Nymphenburg und der Botanische Garten Graz betreiben eine Ex-Situ-Erhaltungszucht der Art.
Sie ist überregional eine Scheuchzerio-Caricetea-Klassencharakterart.

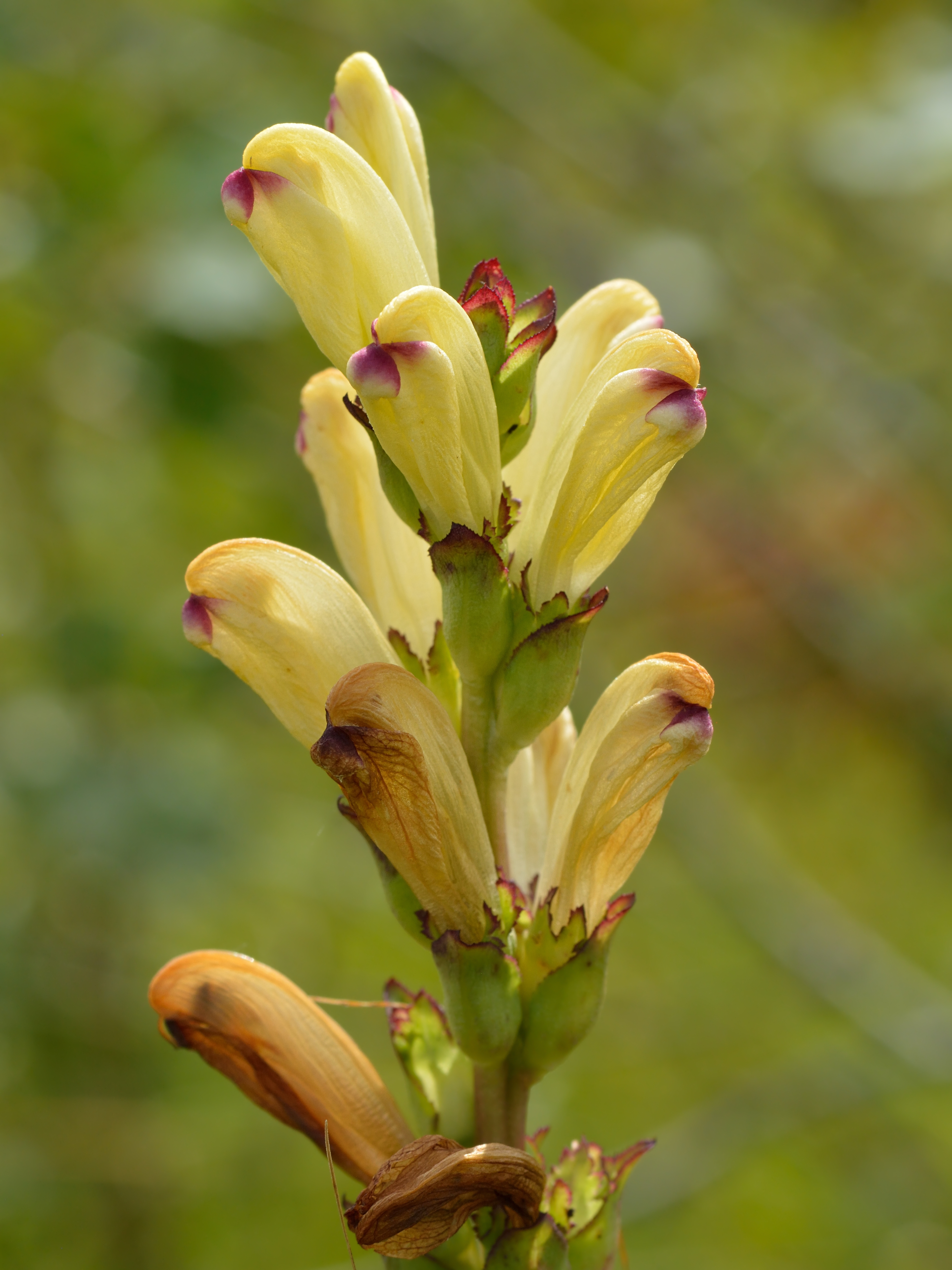
Blüten
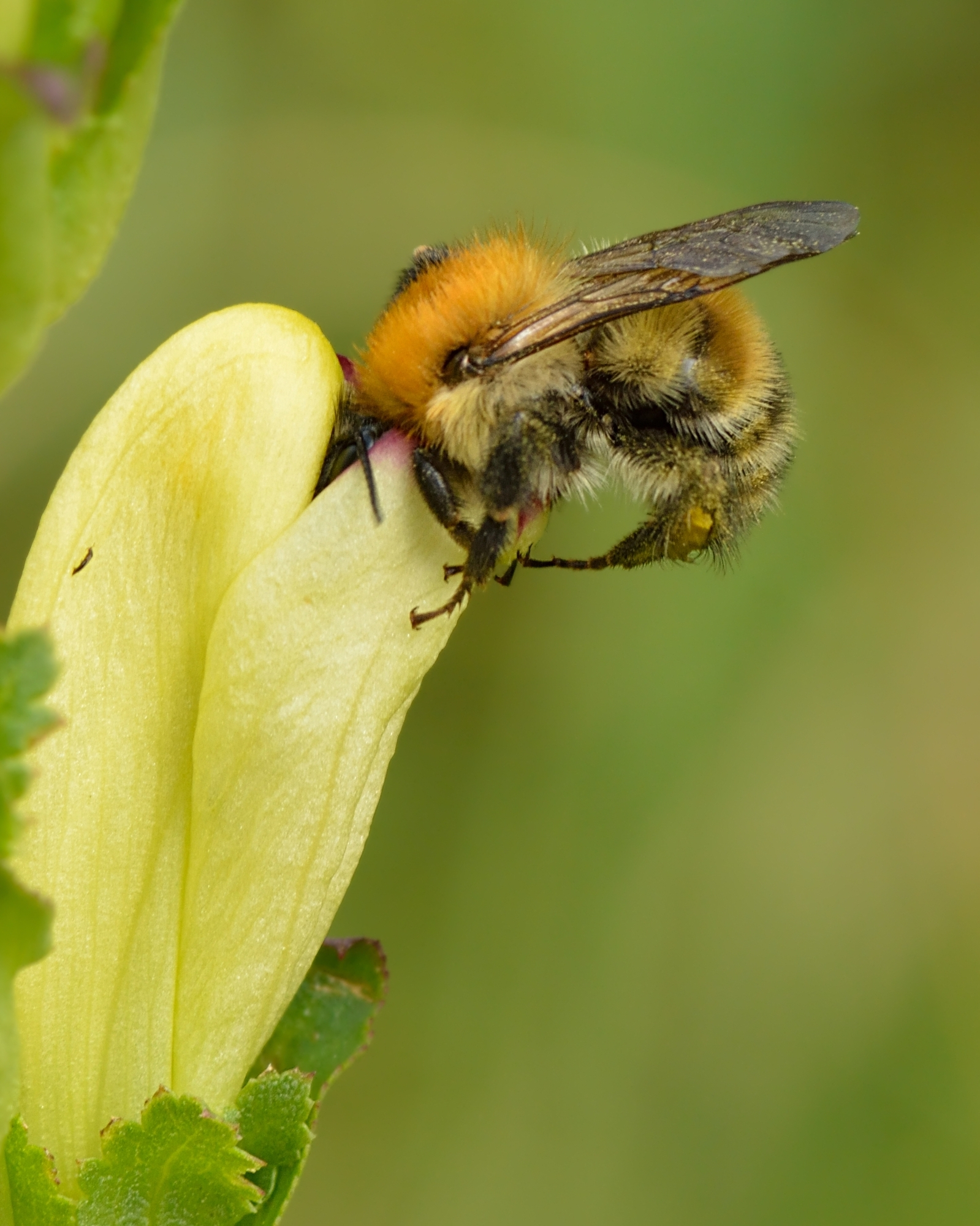
Blütenbesuch und vermutlich Bestäubung durch eine Hummel-Arbeiterin
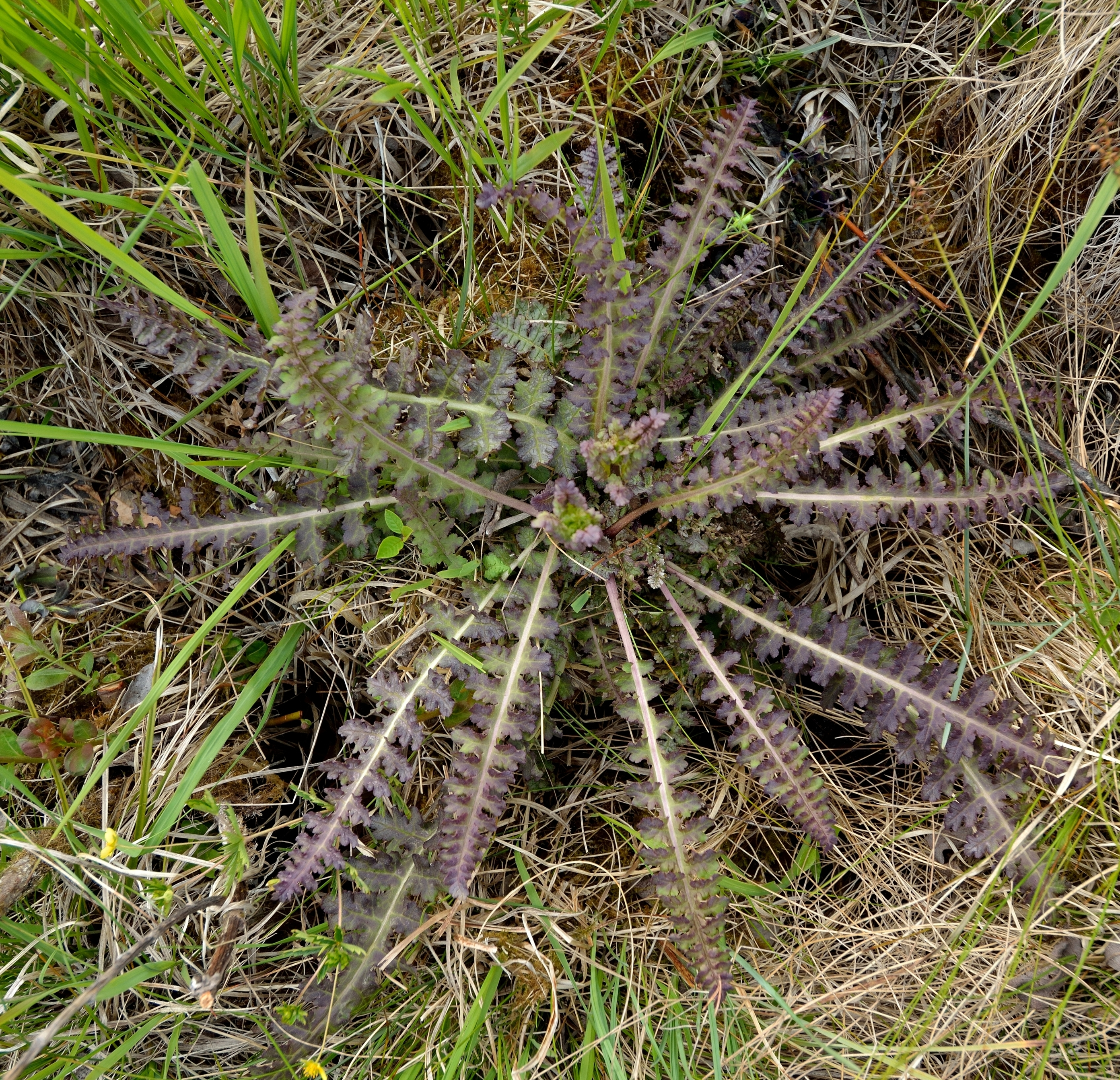
Grundblätter
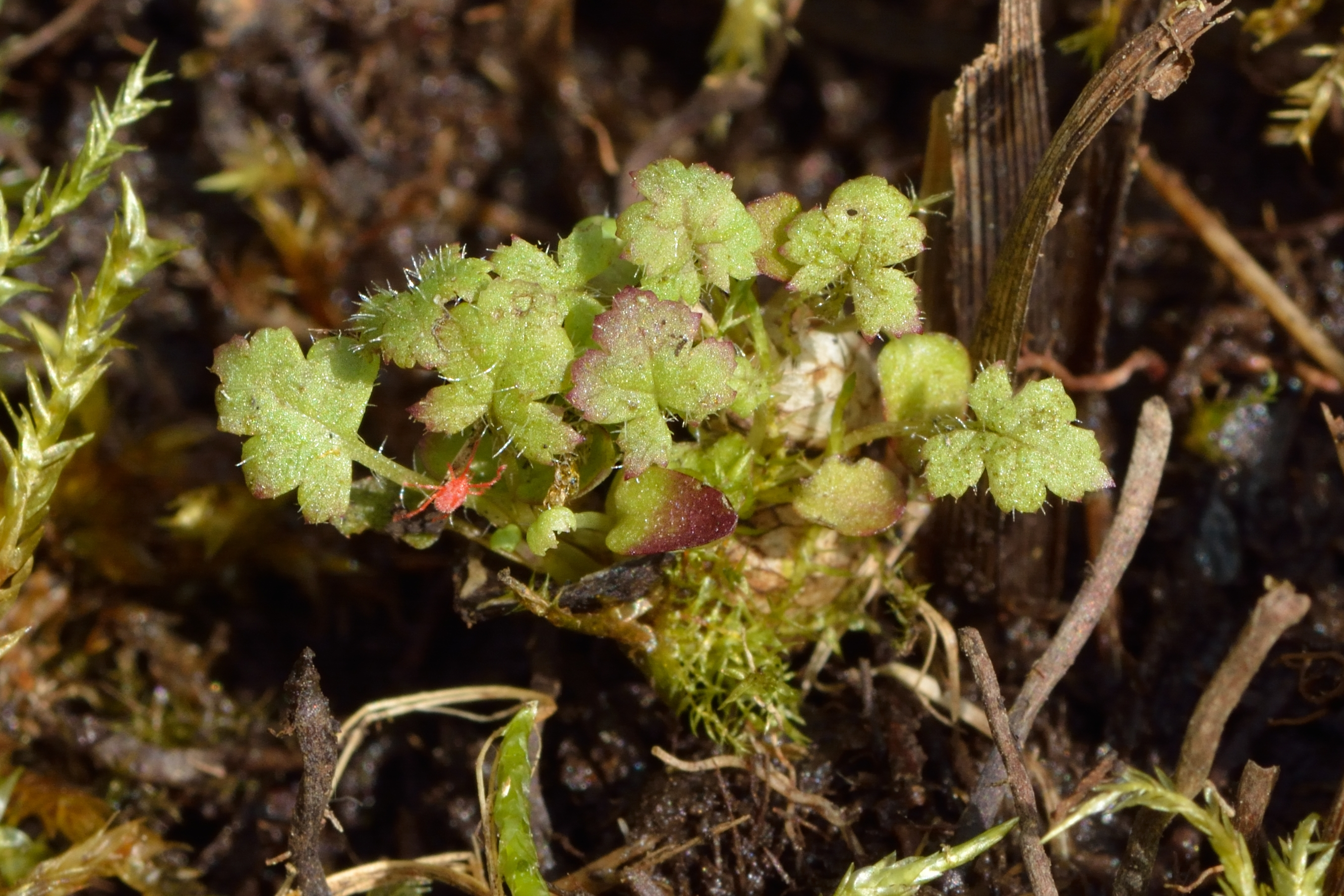
Erstjährige Sämlinge
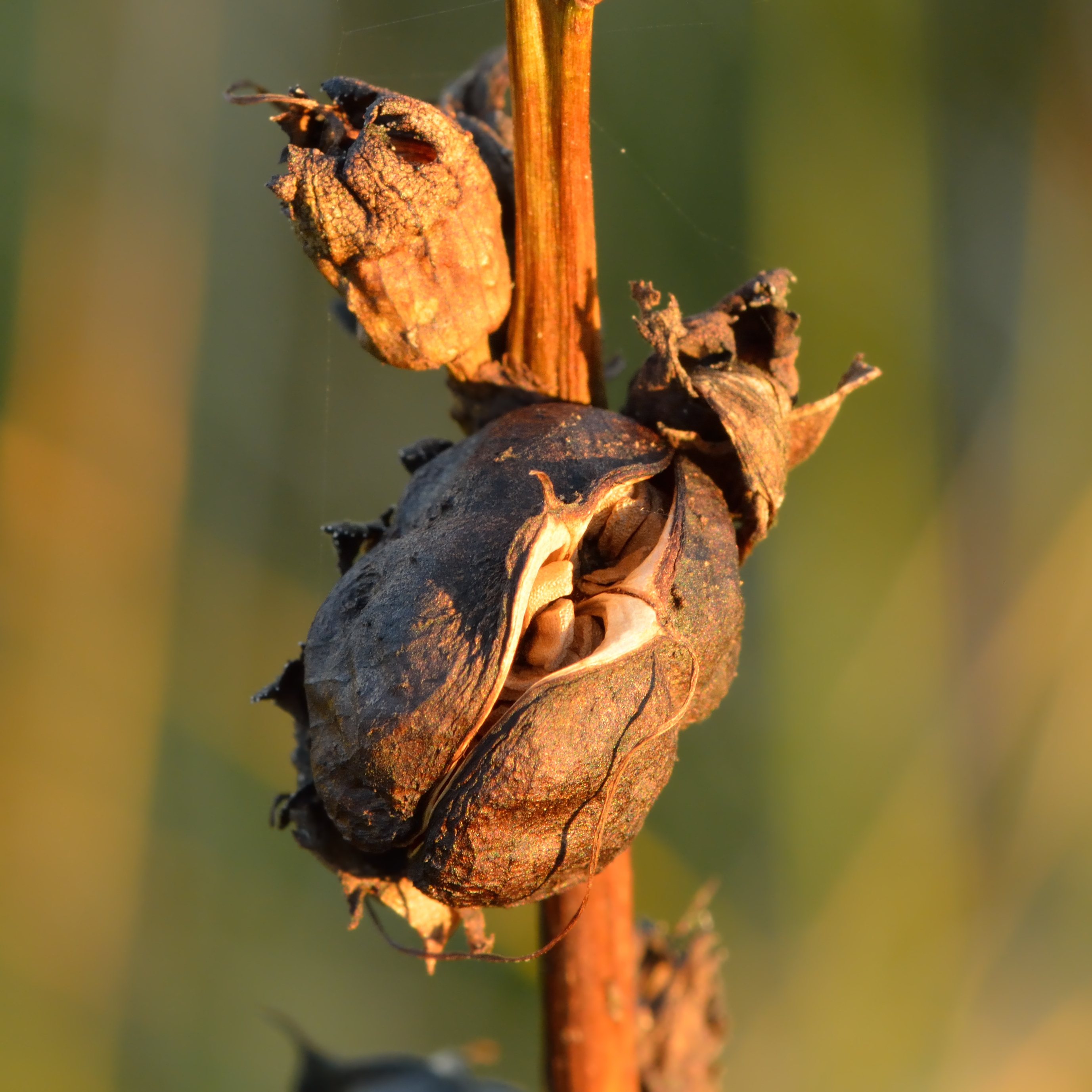
Samenkapsel

## Biologie
Pedicularis sceptrum-carolinum parasitiert auf Carex-Arten. Die Blüten sind leicht vorweiblich (protogyn).

## Systematik
Man kann zwei Unterarten unterscheiden:
- Pedicularis sceptrum-carolinum subsp. sceptrum-carolinum
- Pedicularis sceptrum-carolinum subsp. pubescens (Bunge) P. C. Tsoong: Sie kommt in China vor.[2]